# Nam Triệu Giang
Nam Triệu Giang là một phường cũ từng thuộc thành phố Thủy Nguyên, thành phố Hải Phòng, Việt Nam.

## Địa lý
Phường Nam Triệu Giang nằm ở phía đông nam thành phố Thủy Nguyên, có vị trí địa lý:
- Phía đông tỉnh Quảng Ninh
- Phía tây giáp phường Phạm Ngũ Lão
- Phía nam giáp phường Lập Lễ
- Phía bắc giáp phường Tam Hưng.

Phường Nam Triệu Giang có diện tích 10,37 km², dân số năm 2023 là 16.714 người, mật độ dân số đạt 1.611 người/km².

## Lịch sử
Trước năm 1945, địa bàn xã Phả Lễ thuộc tổng Phục Lễ, địa bàn xã Phục Lễ là vùng đất trù phú, đông đúc nhất ven sông Bạch Đằng.
Sau năm 1945, thành lập xã Tam Tỉnh trên cơ sở 3 thôn: Do Lễ, Đoan Lễ, Do Nghi; thành xã Phục Hưng trên cơ sở 3 thôn Phục Lễ, Phả Lễ, Lập Lễ.
Tháng 11 năm 1946, thành lập xã Tam Hưng trên cơ sở xã Tam Tỉnh và xã Phục Hưng.
Lúc bấy giờ, xã Tam Hưng có 7 thôn.
Cuối năm 1956, thành lập các xã:
- Thành lập xã Lập Lễ trên cơ sở thôn Lập Lễ của xã Tam Hưng.
- Thành lập xã Phả Lễ trên cơ sở thôn Phả Lễ của xã Tam Hưng.
- Thành lập xã Phục Lễ trên cơ sở thôn Phục Lễ của xã Tam Hưng

Xã Tam Hưng còn lại 3 thôn: Do Lễ, Đoan Lễ, Do Nghi.
Ngày 27 tháng 10 năm 1962, Quốc hội ban hành Nghị quyết về việc sáp nhập tỉnh Kiến An vào thành phố Hải Phòng. Khi đó, xã Phả Lễ và xã Phục Lễ thuộc huyện Thủy Nguyên, thành phố Hải Phòng.
Ngày 20 tháng 7 năm 2022, HĐND TP. Hải Phòng ban hành Nghị quyết số 26/NQ-HĐND về việc:
- Sáp nhập một phần của Thôn 6 vào Thôn 5.
- Sáp nhập Thôn 7 vào một phần của Thôn 6.

Ngày 24 tháng 10 năm 2024, Ủy ban Thường vụ Quốc hội ban hành Nghị quyết số 1232/NQ-UBTVQH15 về việc sắp xếp đơn vị hành chính cấp huyện, cấp xã của thành phố Hải Phòng giai đoạn 2023 – 2025 (nghị quyết có hiệu lực từ ngày 1 tháng 1 năm 2025). Theo đó, thành lập phường Nam Triệu Giang thuộc thành phố Thủy Nguyên trên cơ sở toàn bộ 5,86 km² diện tích tự nhiên, quy mô dân số là 8.002 người của xã Phục Lễ và toàn bộ 4,51 km² diện tích tự nhiên, quy mô dân số là 8.712 người của xã Phả Lễ.
Phường Nam Triệu Giang thời điểm đó có 10,37 km² diện tích tự nhiên và quy mô dân số là 16.714 người.
Ngày 16 tháng 6 năm 2025, Ủy ban Thường vụ Quốc hội ban hành nghị quyết sắp xếp đơn vị hành chính cấp xã của thành phố Hải Phòng năm 2025. Theo đó, sắp xếp toàn bộ diện tích tự nhiên, quy mô dân số của các phường Nam Triệu Giang, Lập Lễ và Tam Hưng thành phường mới có tên gọi là phường Nam Triệu.